# Raketno orožje
Raketno orožje je orožje, ki ga poganja raketni motor in zaradi tega lahko dosega precejšnje hitrosti. Dometi teh orožij so odvisni od namena uporabe. 

## Razvoj
Hitrejši razvoj teh orožij se je začel med 2. svetovno vojno (nemška raketa V-2) in po njej (v obdobju hladne vojne). 
Današnja raketna orožja so v večini primerov vodena, le za posebne namene se še uporabljajo t. i. balistične rakete, pri katerih na balistiko leta po izstrelitvi vplivata sila teže in sila zračnega upora (to so npr. protitankovski raketometi ali nevodene rakete za uporabo na letalih in helikopterjih).

## Delitev

### Glede na kraj izstrelitve
- zemlja-zemlja
- zemlja-zrak
- zemlja-morje
- zrak-zemlja
- zrak-zrak
- zrak-morje
- morje-kopno
- morje-zrak
- morje-morje

### Glede na namen
- protioklepno raketno orožje
- protiletalsko raketno orožje
- protiladijsko raketno orožje
- protiraketno raketno orožje
- balistična raketa